# Мостовое (Харьковская область)
Мостовое (укр. Мостове) — село в Гетмановском сельском совете Шевченковского района Харьковской области.
Население по переписи 2001 года составляло 156 (72/84 м/ж) человек.

## Географическое положение
Село Мостовое находится на левом берегу реки Великий Бурлук, выше по течению на расстоянии в 3,5 км расположено село Петровка, ниже по течению примыкает село Гетмановка. На расстоянии в 1 км расположено село Татьяновка.

## История
- 1854 — дата основания.

## Экономика
- КСП «Украина».